# 小林史武
小林 史武（こばやし ふみたけ）は、日本の国会職員。参議院事務総長（第21代）。

## 来歴
愛知県名古屋市出身。愛知県立明和高等学校卒。1988年（昭和63年）、青山学院大学を卒業し、参議院事務局に入局。入局後、議事課長、議事部長などを経て、2019年（令和元年）12月9日、参議院本会議で事務総長に選任された岡村隆司の後任として事務次長に就任。
2022年（令和4年）12月10日、参議院本会議で参議院事務総長に選任。